# Бредфорд Сіті
Бредфорд Сіті (англ. Bradford City Association Football Club) — англійський футбольний клуб з міста Бредфорда (Західний Йоркшир). Був утворений у 1903 році. Його основними суперниками є «Лідс Юнайтед» і «Гаддерсфілд Таун». Команда грає домашні матчі на «Coral Windows Stadium», більш відомому як «Веллі Парад».

## Історія
Перші дні
Бредфорд спочатку був регбійним центром на рубежі 19 і 20 століть, але «Меннінгем» РФК незабаром постав перед фінансовими труднощами й був проведений конкурс зі стрільби з лука, в спробі зібрати кошти для клубу. Це призвело до зникнення регбійного клубу, і місто переорієнтувалося на футбол. Тоді був утворений «Бредфорд Сіті», і матчі продовжували відбуватися в «Веллі Парад». Тоді заява клубу про вступ до футбольної ліги була прийнята, і «Бредфорд» почав грати в Другому Дивізіоні.
Роберт Кемпбелл був призначений менеджером в 1903 році, але незабаром був замінений Пітером О'Рурком в 1905 році. О'Рурк запевнив, що команда поступово підійматиметься, і «Бредфорд» став чемпіоном Дивізіону 2 у сезоні 1907/08.
Успіх у Кубку Англії
У наступному сезоні «Бредфорд» дивом уник негайного вильоту завдяки кращій різниці забитих-пропущених м'ячів. В сезоні 1910/11 «Бредфорд» зайняв п'яте місце в лізі, але, цей сезон більш запам'ятався як рік, коли «Курочки» вперше виграли Кубок Англії. Після побиття «Бернлі» і «Блекберн Роверз», команда обіграла «Ньюкасл» 1:0 за сумою двох матчів у фіналі. 1915 року втрутилася війна, і О'Рурк покинув клуб в 1921 році.
Девід Мензіс взяв вакантну управлінську посаду в «Веллі Парад», але розчарував початком своєї роботи як менеджер. Команда вилетіла в 1922 році, і знову в 1927 році, незабаром після цього Мензіс покинув клуб. Пітер О'Рурк потім повернувся до клубу в 1928 році, і це сприяло поверненню «Бредфорда» назад до Дивізіону 2 в сезоні 1928/29.
О'Рурк пішов вдруге, і передав обов'язки менеджера Джеку Пірту. «Бредфорд» підтримував статус клубу Другого Дивізіону до 1937 року, коли знову вилетів до Дивізіону 3 (Північ). В сезоні 1939/40 Футбольна Ліга припинила змагання через початок Другої світової війни.
Після Другої світової війни
Після того, як футбольні змагання поновилися в 1947 році, багато менеджерів намагалися здійснити підйом з «Бредфордом». Тим не менше, ніхто не був у змозі зробити це, і клуб розташувався в Дивізіоні 3 після реорганізації ліг у 1958 році.
Пітер Джексон був менеджером «Бредфорда» в 1961 році, коли команда вилетіла в нижчу лігу, до Дивізіону 4. Джексон невдовзі пішов з клубу, а команда залишилася в Четвертому дивізіоні протягом наступних восьми сезонів. Курочки в кінцевому підсумку досяг підвищення до Дивізіону 3 завдяки четвертому місцю в сезоні 1968/69.
Команда намагалася конкурувати в цьому дивізіоні, але зрештою знову вилетіла в сезоні 1971/72. Боббі Кеннеді очолив команду в 1975 році й зумів підвищити «Бредфорд» у класі в наступному сезоні. Знову команда не змогла скласти конкуренцію в Третьому Дивізіоні й закінчила вильотом в нижчу лігу в сезоні 1977/78. Незабаром після вильоту Кеннеді покинув клуб.
Трагедія в «Веллі Парад»

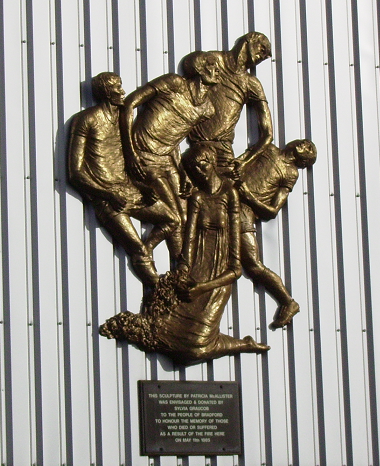
Пам'ятний знак, присвячений жертвам трагедії

У сезоні 1979/80 «Бредфорду» не пощастило підвищитись у класі, гірша різниця м'ячів не дозволила команді зайняти прохідне місце. Проте, команда зробила це два сезони по тому, коли закінчила Дивізіон 4 на другому місці.
Тревор Черрі став наступним менеджером «Бредфорда» в 1982 році, і він допоміг команді піднятися в Другий Дивізіон в кампанії −1984/85. «Бредфорд» потім двічі поспіль займатиме позиції в середині таблиці відразу ж після підйому. Однак, цей сезон був затьмарений трагічними подіями в заключний день змагань.
Під час домашнього матчу з «Лінкольн Сіті» розгорілася пожежа, яка знищила головну трибуну стадіону. Було поранено понад 200 людей, 56 людей загинули при спробі врятуватися з вогню. Клуб змушений був грати свої домашні матчі на різних інших місцевих стадіонах, перш ніж повернувся до відновленого «Веллі Парад» рік по тому.
«Бредфорд» дійшов до плей-офф, ставши четвертим в сезоні 1987/88. Команда не змогла пройти півфінальний етап, програвши «Мідлсбро» 3:2 за сумою двох матчів. Після повернення на два сезони од Дивізіону 2, «Курочки» вилетіли назад до Третього Дивізіону в 1990 році.
Підйом в Прем'єр-Лігу

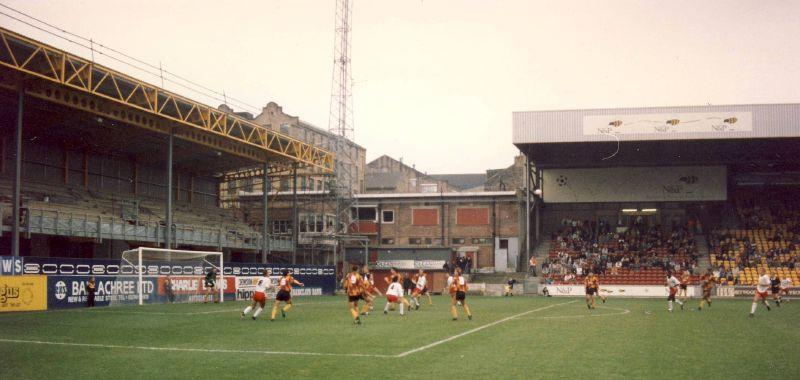
Матч у Веллі Парад на початку 90-х.

Третій Дивізіон був перейменований на Другий після створення Прем'єр-Ліги в 1992 році. В 1995 році Кріс Камара став менеджером «Бредфорда», і привів Курочок в плей-офф у сезоні 1995/96, після того, як команда фінішувала на шостому місці в лізі. «Бредфорд» переміг «Блекпул» 3:2 за сумою двох матчів, перш ніж був битий «Ноттс Каунті» 2:0 у фіналі на «Вемблі».
Камара був звільнений урешті-решт в 1998 році, після того, як оголосив, що він підняв клуб, так високо, як міг. Пол Джуелл взяв на себе обов'язки менеджера, і добився підйому в Прем'єр-Лігу. «Бредфорд» закінчив Дивізіон 1 на другому місці в сезоні 1998/99. Команда ледве вдалося уникнути вильоту в заключний день сезону 1999/2000, а Джуелл покинув клуб незабаром після цього. Кріс Хатчінс був встановлений як наступний менеджер, і він привів «Курочок» у Кубок Інтертото у 2000 році. Хатчингс незабаром був звільнений, оскільки «Бредфорд» погано стартував в лізі.
«Курочки» в занепаді
Команда вилетіла у 2001 році, і це був сигнал до повільного падіння вниз по сходах Ліги для «Бредфорда». У 2004 році команда пережила виліт до на Другого Дивізіону, який був перейменований в League One. Колін Тодд відразу ж взяв на себе обов'язки головного тренера, але «Бредфорд» лише боровся за збереження свого статусу клубу League One. «Курочки» знову вилетіли в сезоні 2006/07, після фінішу на 22 місці. Нині клуб йде в середині таблиці League Two.

## Трофеї та досягнення
Чемпіонат
Переможець: 1908
Другий призер: 1914, 1999
Третій призер:1929
Перша футбольна ліга
Переможець: 1985
Друга Футбольна Ліга
Другий призер: 1983
Кубок Англії
Переможець: 1911
Кубок Ліги
Фіналіст 2013

## Клубні рекорди
Найбільша перемога у лізі: 11:1 над «Ротергем Юнайтед», Дивізіон 3 (Північ), 25 серпня 1928 року
Найбільша кубкова перемога: 11:3 над «Вокер Селтік», Кубок Англії 1-й раунд (перегравання), 1 грудня 1937 року
Найбільша поразка: 1:9 проти «Колчестер Юнайтед», Дивізіон 4, 30 грудня 1961 року
Найбільше голів: 128, Дивізіон 3 (Північ), 1928/29
Найкращий бомбардир сезону: Девід Лейн, 34, Дивізіон 4, 1961/62
Найбільше голів за клуб: Боббі Кемпбелл, 121, 1981–1984, 1984–1986 роки
Рекорд в одному матчі: 7, Альберт Уайтхерст проти «Транмер Роверз», Дивізіон 3 (Північ), 6 березня 1929 року
Найбільше матчів: Чек Подд, 502, 1970–1984 роки
Наймолодший гравець у лізі: Роберт Каллінгфорд, 16 років 141 день проти «Менсфілда», 22 квітня 1970 року
Найбільша отримана сума від трансферу: £ 2,000,000 від «Ньюкасла» за Деза Гамільтона, березень 1997 і Е 2000000 від «Ньюкасла» за Ендрю О'Брайена, березень 2001 року
Найбільша витрачена сума: £ 2,500,000 «Лідс Юнайтед» за Девіда Хопкінса, липень 2000 року

## Прізвиська
Що ж до прізвиськ, то спочатку клуб через колір форми називали «осами». Прізвисько «Курочки», що відбилося й на гербі клубу, з'явилося вже після переможного фіналу 1911 р. Згідно з легендою, перед фінальним матчем в автобус з гравцями «Бредфорда» залетів півник (чи курка?). Як виявилося — на щастя. І з тих пір це прізвисько міцно закріпилося за командою.